# Hydriomena johnstoni
Hydriomena johnstoni är en fjärilsart som beskrevs av Mcdunnough 1954. Hydriomena johnstoni ingår i släktet Hydriomena och familjen mätare. Inga underarter finns listade i Catalogue of Life.